# 香港檢測和認證局
香港檢測和認證局（英語：Hong Kong Council for Testing and Certification），縮寫：HKCTC，由政府於2009年9月17日成立，屬於非法定諮詢組織，成員包括檢測認證業界從業員、商界、專業團體、相關公營機構以及政府部門的代表，現任主席為黃永德教授。秘書處則由創新科技署（創科署）提供支援。
香港檢測和認證局期望透過以市場為主導的方式，促進各持分者合作，推動檢測和認證業的發展，加強「香港檢測·香港認證」品牌，將香港發展為區內的檢測和認證中心。
標誌將「香港檢測·香港認證」的品牌形象化。左下角的「T」字不單在文字上是Tested（檢測）的首字母，在圖像上亦融合了試管的圖案；而右上角的圖案除了以前衛的設計表現 Certified（認證）的首字母「C」字，同時亦看似一個剔號，表示對產品及服務品質的確認。「T」和「C」兩個字母圖案更與背景的線條融為一體，組合成「HK」二字，直觀地表達了「in Hong Kong」的意念。
標誌運用了稜角分明的線條，象徵檢測認證工作追求「精準」和「嚴謹」的專業精神。「T」和「C」二字選用了較深的紫色及藍色，以沉穩色調帶出香港檢測和認證業「誠信可靠」的專業形象，而背後配合組成「HK」的三根線條則採用淺藍色，以彰顯香港富有活力的氛圍。

## 歷任主席
- 程伯中教授，SBS，BBS（2009年9月17日－2015年12月31日）[1][2][3]
- 常海教授，JP（2016年1月1日－2019年12月31日）[4][5][6]
- 黃永德教授（2022年1月1日－現在）[7][8]

## 職權範圍
香港檢測和認證局就以下事宜向行政長官提供意見 –
- 行業的整體發展策略
- 因應內地及海外市場的最新發展，而適宜為行業開拓的新商機
- 為提高行業的專業地位，加強公眾對行業的認識，而須採取的措施